# 呂超然
呂超然（英語：Kurt Chew-Een Lee，1926年1月21日—2014年3月3日），生於美國加州舊金山，華裔美國人，美國海軍陸戰隊少校，為美軍該軍種首位非白人軍官暨第一位亞裔軍官，曾參與韓戰與越戰。在1950年11月，因在韓戰中對中國人民志願軍的戰功，呂超然獲頒海軍十字勳章。

## 生平

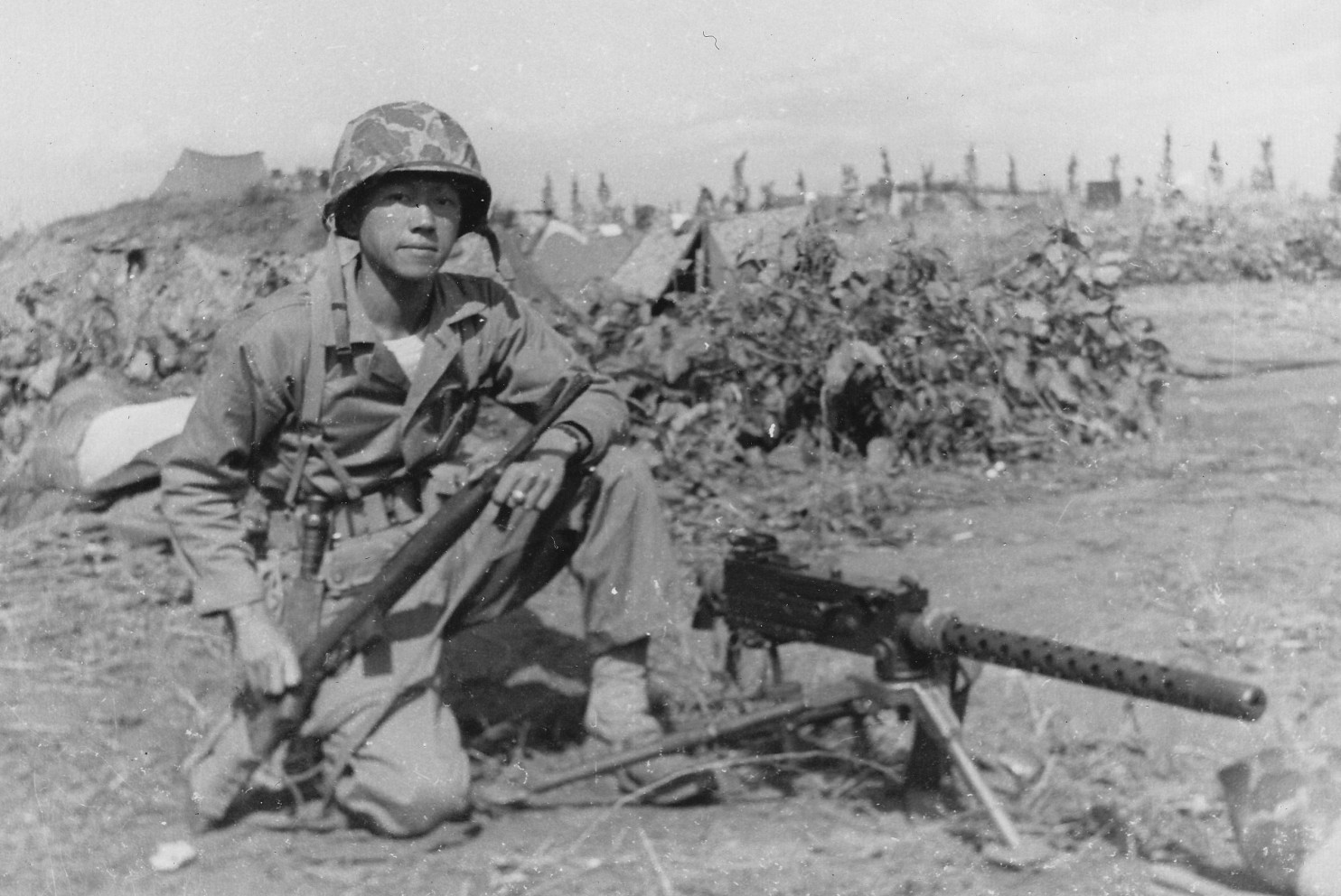
朝鲜战争时期的吕超然

呂超然的父親來自中華民國廣東省，1920年代移民至夏威夷，後於加州定居。之後回到中國，相親結婚，與他的妻子一同回到加州，從事將農產品賣給餐廳與旅館的生意。1926年，呂超然在舊金山出生，是家中的長子，有兩個弟弟與三個妹妹。呂家隨後移居加州首府沙加緬度，呂超然在此長大。
呂超然曾就讀於中文學校，會說中文與英語。自幼大量阅读父亲所收藏的诸多中国历史方面的书籍，如《三国演义》，逐渐崇拜中国古代军事人物。其父手臂上有個漢字刺青「寧死不辱」，讓他留下深刻印象，以此为座右铭。
在珍珠港事變時，呂超然就讀高中，他加入了美国少年后备役军官训练营。1944年，他年滿18歲，加入美國海軍陸戰隊。部隊指派他學習日文，獲得少尉軍階。1945年至1946年間，他被派遣到美國海軍陸戰隊基礎學校（The Basic School），訓練學員。第二次世界大戰結束前，因為種族歧視，他一直沒辦法參與戰鬥任務。
因為美軍改變了長久以來的種族差別待遇政策，韓戰期間，呂超然爭取加入海軍陸戰隊1師7團1營B連，擔任少尉排長，以參與第一線的戰鬥任務。1950年9月21日，呂超然隨同第1營，參與仁川登陸戰。之后中国派遣中國人民志願軍加入朝鮮戰爭。因為呂超然是軍中唯一的華人，身高也不高，為了激勵隊友以及避免友軍誤擊，他總是穿著紅色外套，站在前線最顯眼的地方指揮作戰。恪守禮節、一絲不苟是他的特色，他以傑出的自我要求與統御能力，多次在戰鬥任務中拯救隊友，得到了部屬的認同。
1950年11月2日深夜至3日凌晨間，呂超然所屬第1營，遭遇中国人民志愿军42军124师、126师的伏擊（中国稱為抗美援朝第一次战役黄草岭战斗）。因為無法確認敵軍方向，呂超然激勵其部屬集中注意力，針對對方的槍口火光反擊，同時帶領所屬的機槍排，在深夜大雪中進行主動搜查，以找出志願軍的位置。他單人在部隊前行動，以漢語「不開火，我是中國人」向志願軍喊話，同時鳴槍並投擲手榴彈，吸引志願軍的注意力。呂超然使得志願軍停止开火，分散了注意力。但呂超然的位置也因此暴露，美軍得以重新組織陣線，擊退了志願軍的攻擊。呂超然隨後被後送至咸興市的野戰醫院救護。他因為在這場戰役中的突出表現，獲頒美國海軍十字勳章。

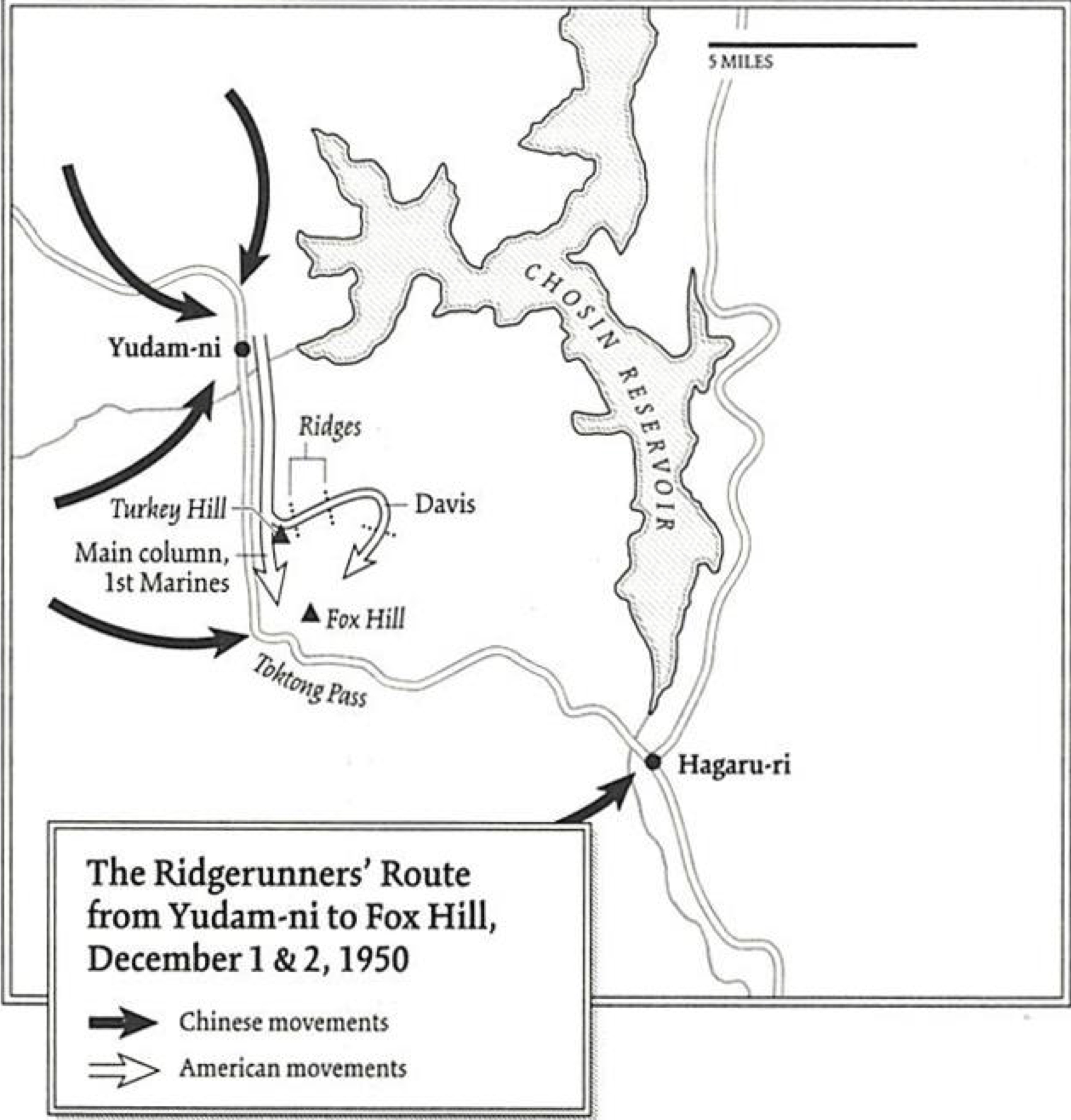
1950年12月1-2日，呂超然所屬Davis營增援F連的路線

呂超然在傷勢未完全痊癒之前，帶著繃帶主動又回到前線，參加戰鬥任務。在长津湖战役中，美國海軍陸戰隊第一師第5和第7陸戰團從柳潭里向下碣隅里突圍，道路制高點德洞山口由第7陸戰團第2營F連防守，已經遭志愿军連續猛攻五天。第7陸戰團1營的營長雷蒙德·G·戴维斯命呂超然率領B連為1營先鋒前往救援，與F連會師，打通了柳潭里和下碣隅里之間的公路，使陸戰一師順利突圍，呂因此獲頒銀星勳章，戴维斯獲頒榮譽勳章。
1950年12月8日，B連連長陣亡，由呂超然指揮B連，他在當天的戰鬥中遭到中国人民志愿军機關槍射擊，嚴重負傷。後送至日本治療，隨後結束了他在朝鮮半島的任務，回到美國。
回到美國後，1962年到1965年間，他回到美國海軍陸戰隊基礎學校中擔任教官，繼續服役。1963年，升任少校。1965年至1966年，曾參與越戰。
1968年，他從海軍陸戰隊中退役。退伍後，他曾在紐約壽險公司服務7年。在這段期間，他的母親在沙加緬度過世。他的弟弟呂超民也在台灣過世。其弟呂超凡（Chew-Fan Lee，音譯）從美國陸軍退伍，成為一名醫院藥劑師。
他曾進入美國鄉村電力合作協會（National Rural Electric Cooperative Association）工作。退休之後，居住在維吉尼亞州阿靈頓。

## 家庭
呂超然家中有兩位兄弟投身軍旅服務，弟弟呂超民（Chew-Mon Lee），1928年4月20日出生，在美国陆军中服役，同样是在韓戰中立下过战功的美国英雄，曾獲傑出服役十字勳章。1971年前往台灣台北市擔任美國駐中華民國大使館上校陸軍武官，任內因感情糾紛問題，而於1972年5月8日在陽明山管理局轄下的士林區新安里自宅附近服毒自盡。逝世后，安葬於阿靈頓國家公墓第7區第10341-4號墓。
另一位弟弟呂超凡（Chew-Fan Lee，音譯），1927年出生，亦服役於美國陸軍，擔任醫官，在韓戰中曾獲得銅星勳章。
呂超然有過二段婚姻，但沒有生下子女。在第二段婚姻時，有一位繼子。

## 榮譽

### 獲頒勳章
因為在戰鬥中的表現，呂超然曾獲海軍十字勳章、銀星勳章與二次紫心勳章。此外還曾獲得各項榮譽獎章。
|                           |             |                           |  |
| Gold star                 | V           |                           |  |
| Bronze star · Bronze star |             |                           |  |
|                           |             |                           |  |
|                           | Bronze star | Bronze star · Bronze star |  |
| Bronze star · Bronze star |             |                           |  |
|                           |             |                           |  |

| 海軍十字勳章                       | 海軍十字勳章                       | 海軍十字勳章                                 | 銀星勳章                                     | 銀星勳章                              | 銀星勳章                              |
| 紫心勳章 1枚金質星章               | 紫心勳章 1枚金質星章               | 海軍及海軍陸戰隊表揚勳章 「V」字勳飾         | 海軍及海軍陸戰隊表揚勳章 「V」字勳飾         | 戰鬥行動綬帶                          | 戰鬥行動綬帶                          |
| 美國海軍總統單位表彰               | 美國海軍總統單位表彰               | Navy Unit Commendation                       | Navy Unit Commendation                       | Marine Corps Expeditionary Medal      | Marine Corps Expeditionary Medal      |
| 中國服役獎章                       | 中國服役獎章                       | American Campaign Medal                      | American Campaign Medal                      | 第二次世界大戰勝利獎章                | 第二次世界大戰勝利獎章                |
| Navy Occupation Service Medal      | Navy Occupation Service Medal      | 國防部服役獎章 （附1枚銅質服役星章）         | 國防部服役獎章 （附1枚銅質服役星章）         | 韓國服役獎章 （附2枚銅質服役星章）    | 韓國服役獎章 （附2枚銅質服役星章）    |
| 越南服役獎章 （附2枚銅質服役星章） | 越南服役獎章 （附2枚銅質服役星章） | Republic of Korea Presidential Unit Citation | Republic of Korea Presidential Unit Citation | Vietnam Gallantry Cross Unit Citation | Vietnam Gallantry Cross Unit Citation |
| United Nations Korea Medal         | United Nations Korea Medal         | Vietnam Campaign Medal                       | Vietnam Campaign Medal                       | Korean War Service Medal              | Korean War Service Medal              |
|                                    |                                    |                                              |                                              |                                       |                                       |

### 軍事博物館
2000年，加州軍事博物館將呂家三兄弟的照片及事蹟列为展品。

## 外部連結
- 图片：美军首位华裔军官 （页面存档备份，存于）
- 呂超然的服役记录與訪談錄影 （页面存档备份，存于）